# Водручей
Водручей (в верховье — Яндручей) — ручей в России, протекает по территории Винницкого сельского поселения Подпорожского района Ленинградской области. Длина ручья — 10 км, площадь водосборного бассейна — 112 км².

## Общие сведения
Ручей берёт начало из Яндозера на высоте 134,5 м над уровнем моря и далее течёт преимущественно в северо-восточном направлении.
В общей сложности имеет одиннадцать малых притоков суммарной длиной 29 км.
Впадает на высоте ниже 108 м над уровнем моря в реку Оять, левый приток Свири.
В нижнем течении Водручей пересекает дорогу местного значения 41К-713.
К бассейну Водручья относятся озёра Печевское и Сарозеро.
Код объекта в государственном водном реестре — 01040100812202000012932.